# Etničke grupe Indonezije
Etničke grupe Indonezije: 234,342.000 stanovnika (UN Country Population; 2008.), preko 770 naroda

## A
- Abui, Barue	25,000
- Abun, Karon Pantai	3,600
- Ačeh	3,787,000
- Adang	36,000
- Adonara	19,000
- Aghu	4,100
- Ahe Dayak	41,000
- Aikwakai, Sikaritai	1,000
- Airoran, Adora	600
- Aiso, Kais	900
- Alas	157,000
- Alorci	36,000
- Alune, Sapalewa	19,000
- Amahei	70
- Amanab	4,900
- Amarasi	58,000
- Ambai	11,000
- Ambelau	7,500
- Amber, Waigeo	500
- Amberbaken, Dekwambre	8,700
- Ampanang	33,000
- Anakalangu	22,000
- Andio, Masama	2,200
- Aneuk Jamee	16,000
- Angloamerikanci,	17,000
- Ansus	6,300
- Anus	300
- Aralle-Tabulahan	17,000
- Arandai, Jaban	1,400
- Arapi	237,000
- Arguni	300
- As	300
- Asahan, Melayu	533,000
- Asienara, Buruwai 	1,100
- Asilulu	11,000
- Asmat s obale Kazuarine 	11,000
- Asmat, Središnji	13,000
- Asmat, Sjeverni	1,300
- Asmat, Yaosakor	2,500
- Auye	400
- Awbono	400
- Awera	100
- Awyi, Awye	700
- Awyu, Jair	2,500
- Awyu, Nohon	8,200
- Awyu, South	4,100
- Ayamaru, Brat

## B
- Babar, sjeverni	1,000
- Babar, jugoistočni	4,500
- Baburiwa, Barua	600
- Badui	20,000
- Bagusa	400
- Baham, Patimuni	1,500
- Bahau	4,900
- Bahonsuai	300
- Bajau	152,000
- Bakumpai	45,000
- Balaesan	6,400
- Balantak	32,000
- Balijci	4,313,000
- Bambam, Pitu Ulunna Salu	30,000
- Banda, Eli-Elat	4,100
- Banggai	126,000
- Bangka	213,000
- Banten	552,000
- Bantik	17,000
- Banjar	3,245,000
- Bapu	2,500
- Barakai, Workai	5,100
- Barapasi	3,000
- Baras	300
- Basap, Bulungan	26,000
- Baso	300
- Batak, Silindung	474,000
- Batak, Toba	2,753,000
- Batak Angkola	1,032,000
- Batak Dairi	1,709,000
- Batak Karo	826,000
- Batak Pakpak	47,000
- Batak Simalungun, Batta	1,344,000
- Bati	4,600
- Batin	78,000
- Batu	26,000
- Bauri, Bauzi	1,900
- Bawean	67,000
- Bayono	100
- Bedoanas	400
- Behoa, Bada	3,800
- Bekati, Land Dayak	5,500
- Beketan, Bakatan	600
- Belagar, Tereweng	17,000
- Belide	22,000
- Belitung	167,000
- Bengkulu	67,000
- Bengoi, Isal	500
- Bentong	28,000
- Benyadu, Land Dayak	55,000
- Berau	22,000
- Berik	1,400
- Betaf	600
- Betawi	3,769,000
- Biak, Mefoor	62,000
- Biatah, Land Dayak	9,500
- Biga	300
- Biksi	200
- Bilba	197,000
- Bima	639,000
- Bintauna	9,200
- Biritai	300
- Boano	4,900
- Bobongko	1,700
- Bobot, Atiahu	6,900
- Bolano	3,000
- Bolongan	19,000
- Bonefa, Nisa	700
- Bonerate	11,000
- Bonerif	4,200
- Bonfia, Masiwang	1,300
- Bonggo, Armopa	800
- Borai	1,400
- Britanci	11,000
- Budong-Budong, Tangkou	90
- Bugis	4,235,000
- Bukar Sadong, Tebakang	9,500
- Bukat	600
- Bulango, Bulanga-Uki	19,000
- Buli	2,800
- Bunak, Mare	84,000
- Bungku	24,000
- Buol	84,000
- Burate	100
- Buru	43,000
- Burusu	9,200
- Busami	900
- Busoa	2,300

## C
- Campalagian	33,000
- Cia-Cia, Južni Butonese	80,000
- Citak Asmat, Cicak
- Citak, Tamnin	400
- Cocos otočani, Kukus	1,400

## D
- Dabe	500
- Dai	800
- Dakka	2,100
- Damal, Amung	24,000
- Damar, istočni 	3,600
- Damar, zapadni 	1,100
- Dampelasa	14,000
- Dani, Lower Grand Valley	24,000
- Dani, Mid Grand Valley 	64,000
- Dani, Upper Grand Valley	24,000
- Dani, Western 	223,000
- Dao	300
- Davelor, Dawera-Daweloor	2,000
- Daya	56,000
- Dela-Oenale	7,600
- Deli	2,132,000
- Dem	1,400
- Demisa	600
- Demta	1,500
- Dengka	197,000
- Djongkang, Land Dayak	71,000
- Dobel, Kobroor	8,400
- Dohoi Ot Danum	117,000
- Dompu	85,000
- Dondo	17,000
- Dou, Edopi	1,200
- Dubu	200
- Duri	106,000
- Duriankere	100
- Dusun Deyah	31,000
- Dusun Malang	15,000
- Dusun Witu	38,000
- Duvele, Duvre	1,000

## E
- Eipomek	4,100
- Ekagi, Ekari	142,000
- Elpaputi	500
- Embaloh, Mbaloh	13,000
- Emplawas	300
- Emumu, Emem	2,000
- Ende, Endehnese	134,000
- Engganese	1,500
- Enim	84,000
- Enrekang	56,000
- Erokwanas	400

## F
- Faiwol, Kavwol	500
- Fayu	500
- Filipinci 	71,000
- Fordat, Fordate	60,000
- Francuzi	4,700
- Fuau	400

## G
- Galela, Halmahera	102,000
- Gamkonora	2,000
- Gane	4,400
- Gayo	304,000
- Gebe, Umera	3,000
- Geser-Gorom	41,000
- Gilika	1,100
- Goliath, Oranje-Gebergte	5,100
- Gorap	1,200
- Gorontalo	959,000
- Gresi	3,400

## H
- Hahutan, Iliun	1,800
- Hamap	1,400
- Han Kinezi, Kantonski	271,000
- Han Chinese, Hakka	965,000
- Han Kinezi, Mandarinski	6,974,000
- Han Kinezi, Min Dong	30,000
- Han Chinese, Min Nan	1,293,000
- Haruku	24,000
- Hatam, Tinam	19,000
- Helong	7,100
- Hindi	78,000
- Hitu	18,000
- Horuru	4,700
- Huaulu	400
- Hupla	4,600

## I
- Iban, Sea Dayak	278,000
- Ibu	200
- Iha, Kapaur	7,600
- Ile Ape, nepoznat broj
- Iliwaki, Talur	900
- Imroing	600
- Inanwatan, Suabo	2,200
- Indonezijci	25,548,000
- Indonezijski Židovi, 200
- Irahutu, Irutu	5,500
- Iresim	200
- Iria	1,900
- Isirawa, Saberi	2,500
- Itik, Borto	200
- Iwur, Iwoer	1,400

## J
- Jahalatane, Atamanu	1,000
- Jambi	1,003,000
- Japanci	12,000
- Javanci, Orang Jawa	14,195,000
- Jawa Banyumasan	5,627,000
- Jawa Mancanegari	12,580,000
- Jawa Osing, Banyuwangi	304,000
- Jawa Pesisir Kulon	3,176,000
- Jawa Pesisir Lor	22,999,000

## K
- Kabola, Pintumbang	15,000
- Kaburi	800
- Kadai	600
- Kafoa	1,500
- Kahaian, Kahajan	69,000
- Kaibubu	700
- Kaidipang	26,000
- Kaili Ledo	145,000
- Kaili Unde	22,000
- Kaili Unde, Daa	88,000
- Kaimbulawa	2,200
- Kaiwai, Adi	900
- Kalabra	3,700
- Kalao	700
- Kaledupa	4,700
- Kalumpang, Makki	15,000
- Kamaru	3,500
- Kamberataro, Dera	1,400
- Kamoro, Kamora	11,000
- Kamtuk, Kemtuk	3,400
- Kangean	111,000
- Kaninjal Dayak	48,000
- Kanum	600
- Kanum, Smarky	80
- Kanum, Sota	100
- Kapauri	200
- Karas	300
- Karon Dori, Meon	6,900
- Katingan	69,000
- Kau, Kao	500
- Kaugat, Atohwaim	1,400
- Kaur	40,000
- Kaure	500
- Kauwerawec	500
- Kawe	500
- Kayan, Busang 	4,600
- Kayan, Kayan River	3,100
- Kayan, Mahakam	1,800
- Kayan, Mendalam	2,300
- Kayan, Wahau	800
- Kaygir, Kayagar	12,000
- Kayu Agung	56,000
- Kayupulau	900
- Kedang	49,000
- Keder	800
- Kehu	100
- Kei, Tanimbarese	111,000
- Kelabit	700
- Kelong, Panggar	15,000
- Kemak	7,100
- Kembayan, Land Dayak	69,000
- Kemberano	2,100
- Kendayan Dayak	283,000
- Kenyah, Bahau River	2,300
- Kenyah, Bakung 	1,700
- Kenyah, Kayan River	9,200
- Kenyah, Kelinyau	1,800
- Kenyah, Mahakam	11,000
- Kenyah, Upper Baram	700
- Kenyah, Wahau	1,500
- Keo	128,000
- Kepoq	12,000
- Kerei, Karey	1,100
- Kerinci	263,000
- Ketum	900
- Kikim	16,000
- Kimaghima	4,100
- Kioko	1,300
- Kirira, Kirikiri	400
- Kluet	40,000
- Koba	600
- Kodeoha	1,900
- Kodi	55,000
- Kofei	100
- Kohin	8,600
- Kokoda, Samalek	4,700
- Kola	9,200
- Kolana-Wersin, Alorese	66,000
- Kombai 5,100
- Komering	476,000
- Komfana	400
- Komodo	800
- Komyandaret	300
- Konda	700
- Koneraw	1,200
- Konjo Coastal	158,000
- Konjo Pegunungan	167,000
- Korapun-Sela	3,500
- Korapun, Kimyal	5,900
- Koroni	600
- Korowai	3,500
- Korowai, sjeverni	100
- Kosare, Kosadle	300
- Kotogut	800
- Kubu, Orang Darat	13,000
- Kui, Kui-Kramang	7,600
- Kulawi, Moma	7,800
- Kulisusu	28,000
- Kumberaha	3,400
- Kupel, Ketengban	11,000
- Kur	3,600
- Kurima	7,000
- Kurudu	2,700
- Kwansu	600
- Kware	100
- Kwerba, Airmati	2,900
- Kwerisa, Taogwe	50
- Kwesten	2,700
- Kwijau Dusan	8,900

## L
- Laba, južni Loloda	2,500
- Laha, Centralni Ambonese	5,400
- Laiyola, Barang-Barang	1,400
- Lakitan	17,000
- Lamaholot, Solorese	175,000
- Lamboya	23,000
- Lamma	14,000
- Lampung Abung	182,000
- Lampung Krui	32,000
- Lampung Peminggir	837,000
- Lampung Pubian	541,000
- Land Dayak	2,400
- Lara	9,200
- Larantuka, Malay, Ende	17,000
- Larike-Wakasihu	14,000
- Lasalimu	1,700
- Latu	3,300
- Laudje	57,000
- Laura	12,000
- Lawangan	111,000
- Leboni, Rampi	9,900
- Legenyem	400
- Lematang	167,000
- Lembak	178,000
- Lembak Delapan	32,000
- Lemolang	2,400
- Lepki	700
- Leti	9,000
- Li'o, Lionese	200,000
- Liabuku	1,300
- Liana	3,900
- Liki	10
- Linduan	2,600
- Lintang	78,000
- Lisabata-Nuniali	2,700
- Lisela	13,000
- Lola, Warabal	1,000
- Lolak	17,000
- Lole	22,000
- Loloan	25,000
- Loloda	20,000
- Lom, Maporese	70
- Lonchong, Orang Laut	500
- Lorang	400
- Loun	50
- Luang, Letri Lgona	24,000
- Lubu	46,000
- Luhu, Kelang	9,600
- Lundayeh, Lun Bawang	34,000
- Luwu	42,000

## M
- Ma'ya, Salawati	2,000
- Maanyak Dayak, Ma'anyan	108,000
- Maba, Bitjoli	7,400
- Maden, Sapran	700
- Madole	3,000
- Madurci	14,580,000
- Mairasi, Faranyao	3,900
- Mairiri	500
- Maiwa	56,000
- Makasarci	2,496,000
- Makian Barat	13,000
- Makian Timur	22,000
- Maklew	200
- Malajci, Ambonese	275,000
- Malajci, Bacanese	3,200
- Malajci, Banda	4,100
- Malajci, Bukit	77,000
- Malajci, obalni Malajci	3,867,000
- Malajci, Kota Bangun Kutai	123,000
- Malajci, Kupang	9,500
- Malajci, Menadonese	119,000
- Malajci, Sjevernomolučki	900
- Malajci, Riau (Riauci)	2,163,000
- Malimpung	6,000
- Mamak, Talang	22,000
- Mamasa, Mamasa Toraja	126,000
- Mamasa, južni, Pattae'	50,000
- Mamboru	18,000
- Mamuju	67,000
- Mandailing	1,113,000
- Mandar	279,000
- Mander, Foya	20
- Mandobo Atas	7,900
- Mandobo Bawah	7,900
- Manem, Jeti	700
- Manggarai, Ruteng	655,000
- Mangole	8,100
- Manikion, Mantion	17,000
- Manipa, Soow Huhelia	2,200
- Manusela, Wahai	9,200
- Marau	2,300
- Marengge	60
- Marind, Bian 	1,500
- Marind, jugoistočni Marind	9,600
- Masela, Centralni 	800
- Masela, istočni	800
- Masela, zapadni	1,300
- Masimasi	10
- Massep	70
- Matbat	700
- Mawes	900
- Meax, Mejah	21,000
- Mekwei, Menggwei	1,700
- Melayu Kalimantan	596,000
- Meninggo, Moskona	9,400
- Mentawaian, Siberut	59,000
- Meoswar	300
- Mer	300
- Minangkabau	5,566,000
- Modang	24,000
- Moi	5,700
- Molof	300
- Mombum	400
- Momina	200
- Mongondow	1,180,000
- Moni, Jonggunu	26,000
- Mor	70
- Moraid	1,300
- Morari, Moraori	300
- Mori Atas	18,000
- Mori Bawah, Aikoa	18,000
- Moronene, Maronene	41,000
- Morwap	400
- Mualang	15,000
- Muko-Muko	67,000
- Muna	304,000
- Munggui	1,200
- Murkim	100
- Murut, Okolod	3,800
- Murut, Selungai	700
- Murut, Sembakung	3,600
- Murut, Tagal	2,700
- Musi Banyuasin	165,000
- Musi Sekayu	263,000
- Muyu, sjeverni	8,700
- Muyu, južni	4,400

## N
- Nabi	800
- Nafri	2,800
- Nage	62,000
- Nakai	800
- Naltya, Nalca
- Napu	7,100
- Narau	100
- Ndaonese	5,400
- Ndom	800
- Nduga, Dawa	14,000
- Nedebang	1,500
- Ngada	78,000
- Ngada, istočni	7,100
- Ngaju Dayak, Biadju	900,000
- Ngalik, južni 	6,900
- Ngalum, Sibil	14,000
- Nggem	3,800
- Niassan, Nias
- Nijemci	4,700
- Nila	2,500
- Nimboran	4,800
- Ninggerum, Kativa	1,800
- Nipsan	3,100
- Nizozemci	14,000
- Njadu, Balantian	12,000
- Nobuk	400
- Nuaulu, sjeverni	600
- Nuaulu, južni	1,800
- Nusa Laut	2,900

## O
- Obokuitai	100
- Ogan	379,000
- Oirata	1,700
- Onin, Sepa	600
- Ormu	700

## P
- Padu, Padoe	7,200
- Pago, Pagu	3,700
- Paku	31,000
- Palembang	607,000
- Palue	4,600
- Pamona, Poso Toraja	169,000
- Panasuan, To Pamosean	800
- Pancana	6,100
- Pannei	11,000
- Papasena	600
- Papuma	900
- Pasemah	703,000
- Pasir	178,000
- Patani-Maba	14,000
- Paulohi	70
- Pauwi, Yoke	200
- Pekal	45,000
- Pendalungan	7,355,000
- Pendau, Umalasa	4,400
- Penesak	22,000
- Penghulu	28,000
- Penihing, Aoheng	4,100
- Perai	400
- Pesisir, južni	683,000
- Pindah	21,000
- Pisa, Awyu	4,800
- Podena	200
- Pom	2,700
- Ponasakan	4,600
- Punan Aput	600
- Punan Bungan, Hovongan	1,300
- Punan Keriau, Kereho-Uhen	300
- Punan Merah	200
- Punan Merap	200
- Punan Tubu	3,100
- Puragi	900
- Putoh	9,200
- Pyu	90

## R
- Rahambuu	6,300
- Rajong	4,700
- Rambang Senuli	45,000
- Ranau	76,000
- Rasawa	300
- Ratahan, Bentenan	39,000
- Rawas	178,000
- Rejang	757,000
- Rembong	2,400
- Retta, nepoznato
- Riantana	1,800
- Ribun, Land Dayak	71,000
- Ringgou	197,000
- Riung	22,000
- Roma	2,200
- Ron	1,400
- Rongga	2,400
- Rotinezi, Tii	197,000

## S
- Sa'ban, Saban	900
- Sabu, Havunese	129,000
- Sahu, Sau	10,000
- Sajau Basap	9,200
- Salas, Liambata	70
- Saleman, Hatue	6,300
- Saluan, Coastal	119,000
- Saluan, Kahimamahon 	2,400
- Samarkena, Tamaja	600
- Sanggau, Land Dayak	71,000
- Sangir, Great Sangir	240,000
- Sangir, Siau	69,000
- Sangir, Tagulandang	15,000
- Sangke	200
- Saparua	13,000
- Sara	7,100
- Sarudu	5,100
- Sasak	2,613,000
- Sasawa	300
- Sauri	100
- Sause	400
- Sawai	13,000
- Saweru	400
- Sawila	3,500
- Sawuy	4,300
- Seberuang	25,000
- Sedoa, Tawaelia	1,000
- Segai	3,100
- Seget	1,600
- Seit-Kaitetu	12,000
- Sekar	800
- Seko Padang, Wono	6,800
- Seko Tengah, Pewanean	3,000
- Selako Dayak	154,000
- Selaru	10,000
- Selayar, Salajarese	133,000
- Selvasa, Makatian	4,500
- Semandang, Land Dayak	46,000
- Semendo	123,000
- Semimi, Etna Bay	1,300
- Sempan	1,400
- Senggi	200
- Sentani, Buyaka	35,000
- Serawai	324,000
- Serili	500
- Serua	2,600
- Serui-Laut	1,400
- Seti, Liana-Seti	200
- Siagha-Yenimu, Oser	4,100
- Siang	88,000
- Sikhule, Lekon	28,000
- Sikkanese	180,000
- Simeulue	30,000
- Sindang Kelingi	66,000
- Singkil	27,000
- So'a	12,000
- Sobei, Biga	2,500
- Somahai, Sumohai	3,700
- Sowanda, Wanja	200
- Straits Kinezi, Peranaka	31,000
- Sukubatong, Kimki	500
- Sula	22,000
- Sumba	262,000
- Sumbawa	334,000
- Sunda	30,558,000
- Sungkai	7,100
- Suwawa	21,000

## T
- Tabaru	19,000
- Tae', Toraja	228,000
- Taikat	1,000
- Taje, Petapa	600
- Tajio, Kasimbar	23,000
- Talaud	92,000
- Taliabo-Mangei	7,800
- Talondo	400
- Taluki	600
- Tamagario, Buru	4,800
- Tamiang	21,000
- Tamilouw, Sepa	3,400
- Tanahmerah, Sumeri	800
- Tanglapui	5,800
- Taori-Kei, Kaiy	300
- Taori-So, Doutai	400
- Tarangan, istočni	5,200
- Tarangan, zapadni	8,900
- Tarpia	900
- Tarunggare, Turunggare	600
- Taurap, Burmeso	300
- Tause	400
- Tausug, Joloano Sulu	18,000
- Taworta, Dabra	300
- Tawoyan	31,000
- Tefaro	100
- Tehit, Tahit	11,000
- Tela-Masbuar	1,400
- Teluti, Silen	22,000
- Tenggarong Kutai	345,000
- Tenggeri	81,000
- Teor	1,500
- Tepera, Tanahmerah	4,800
- Tereweng	900
- Termanu, Rotti	197,000
- Ternate	47,000
- Tetum, Belu	474,000
- Tetum	95,000
- Te'un	1,500
- Tewa	7,700
- Tidong	50,000
- Tidore	29,000
- Timorci, Atoni	1,000,000
- Toala, East Toraja	44,000
- Tobada, Bada	13,000
- Tobelo	31,000
- Tofamna	300
- Tokuni	400
- Tolaki, Asera	800
- Tolaki, Konawe	292,000
- Tolaki, Laiwui	300
- Tolaki, Mekongga	64,000
- Tolaki, Wiwirano	100
- Toli-Toli	31,000
- Tomadino	800
- Tombelala	1,300
- Tombulu Menadonese	92,000
- Tomini	49,000
- Tondanou, Tolour	142,000
- Tonsawang	31,000
- Tonsea	123,000
- Topoiyo	2,700
- Toraja-Sa'dan, South Tora	643,000
- Tountemboan	193,000
- Towei	200
- Trimuris	300
- Tugun	1,500
- Tugutil, Teluk Lili	2,900
- Tukangbesi, Selatan	143,000
- Tukangbesi, Utara	132,000
- Tulambatu	5,600
- Tulehu, Northeast Ambones	26,000
- Tumawo, Sko	600
- Tunjung Dayak	77,000
- Turu, Urundi	1,400
- Tutunohan, Aputai	200

## U
- Ujir	1,200
- Ulumanda	35,000
- Uma, Pipikoro
- Uria, Warpu	2,300
- Uruangnirin	400
- Usku	100

## V
- Vanimo, Manimo	700

## W
- Wabo, Woriasi	2,100
- Wae Rana	4,700
- Waioli, Wajoli	4,100
- Wakde	600
- Walak, Lower Pyramid	1,800
- Wambon	4,100
- Wanam, Yale	2,800
- Wandamen, Bentoeni	6,200
- Wanggom	1,200
- Wano	4,300
- Wanukaka	15,000
- Warembori	700
- Wares	200
- Waris	1,400
- Warkay-Bipim	400
- Waropen, Wonti	8,200
- Waru	500
- Watubela, Wesi	5,100
- Watulai, Batuley
- Wauyai	300
- Wawonii	28,000
- Wemale, North	7,400
- Wemale, South 	5,100
- Weretai, Wari	400
- Wewewa	115,000
- Wodani	6,300
- Woi	1,800
- Woisika, Kamang	18,000
- Wokam, Wamar	9,000
- Wolio	68,000
- Wotu	6,900

## Y
- Yafi, Jafi Wagarindem	200
- Yahadian, Nerigo	600
- Yair	1,900
- Yali, Angguruk	19,000
- Yali, Ninia 	12,000
- Yaly, Pass Valley 	6,700
- Yamdena, Jamden	47,000
- Yamna	600
- Yaqay, Sohur	14,000
- Yarsun	200
- Yaur	600
- Yava, Yapanani	8,200
- Yei	2,400
- Yelmek, Jab	700
- Yeretuar	400
- Yetfa	1,000
- Yotafa, Tobati	400
- Yotowawa, Kisar 24,000

## Vanjske poveznice
- Indonesia